# Ploceus spekeoides
Ploceus spekeoides е вид птица от семейство Ploceidae. Видът е почти застрашен от изчезване.

## Разпространение
Видът е разпространен в Уганда.